# Ciuperci comestibile

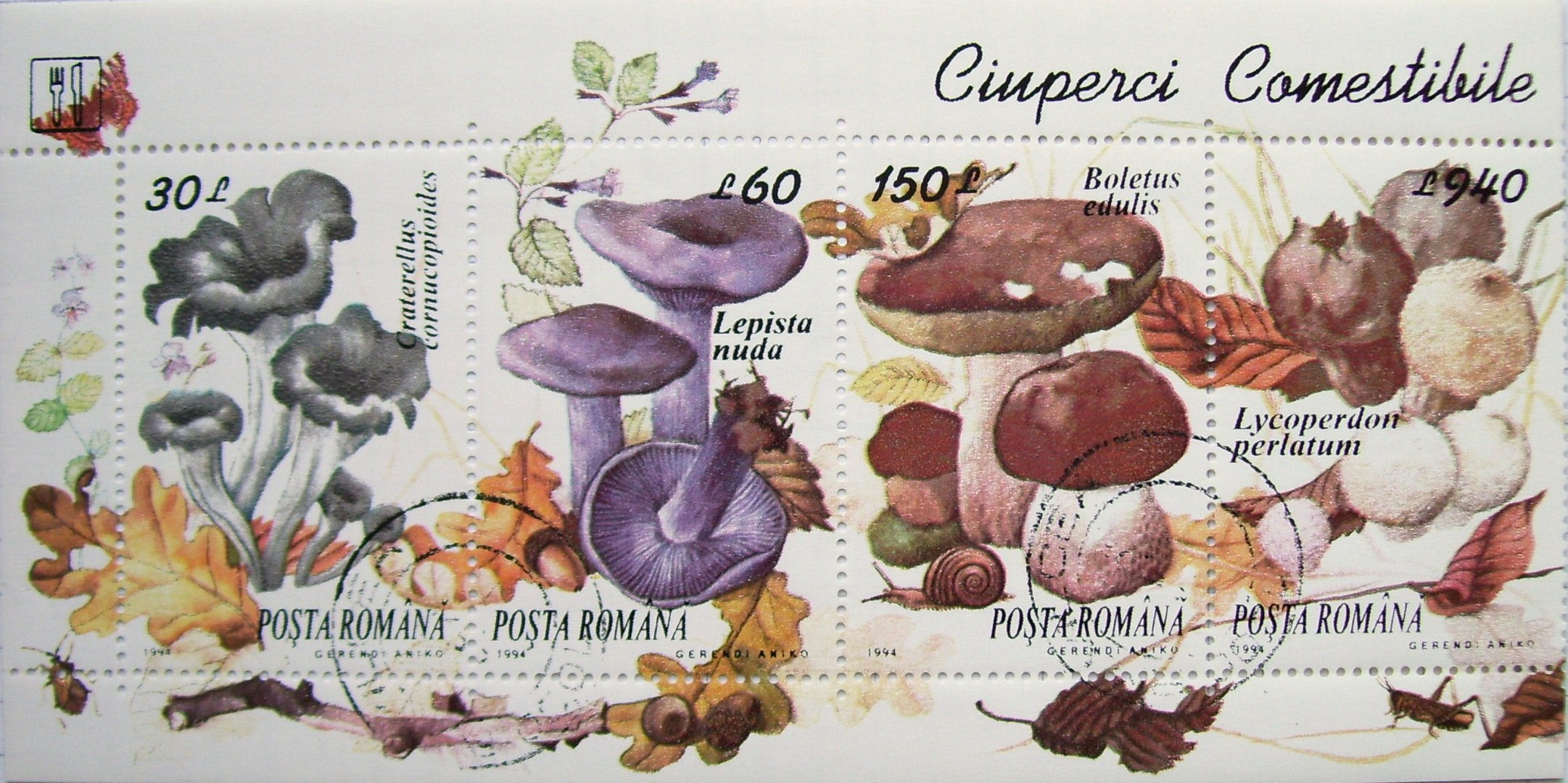
Ciuperci comestibile

Ciuperci comestibile din regnul Fungi de tip Ascomycota precum Basidiomycota care au pălărie și picior (a nu se confunda cu ciupercile microscopice, mucegaiurile și cele care produc bolile numite micoze), există în număr mare. Aici sunt enumerate  doar câteva exemplare. Și în România sunt cunoscute peste 2.500 de soiuri de ciuperci basidiomicete din care mai mult de 500 sunt comestibile, fiind mai mult sau mai puțin gustoase.

## Nutriție și toxicitate

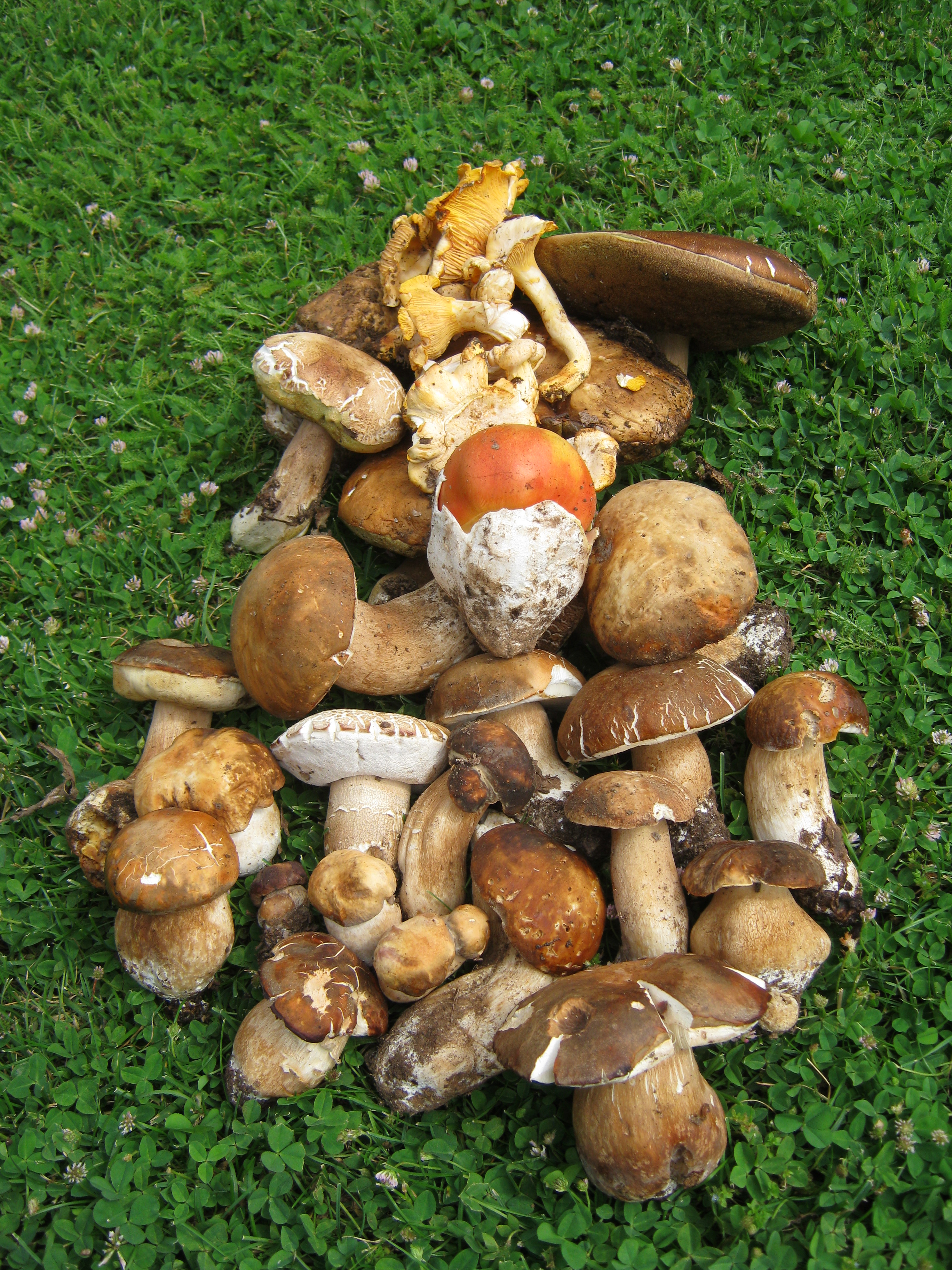
Recoltă de ciuperci

Din păcate multe din ciupercile comestibile pot fi confundate ușor cu ciuperci otrăvitoare de același gen din cauza similitudinii (ca de exemplu Amanita rubescens cu o canelură tipică pe manșetă și Amanita pantherina cu o canelură tipică la marginea pălăriei). Spre deosebire de plante, ciupercile au un citoschelet susținător din chitină care contribuie la scăderea digestibilității lor în cazul persoanelor cu sistem digestiv sensibil. De acea câteva soiuri trebuie fierte suficient de mult. Unele specii (de exemplu Amanita rubescens sau Boletus luridus - sin. Suillellus luridus), dacă sunt mâncate crud, devin toxice, altele - ca de exemplu Coprinopsis atramentaria, sin. Coprinus atramentarius dețin substanțe care pot duce la un disconfort în combinație cu alcool. Ciupercile comestibile trebuiesc prelucrate în stare proaspătă, deoarece proteinele lor structurale se descompun rapid, generând produși nesănătoși sau chiar toxici. Prin urmare, consumul de ciuperci comestibile degradate provoacă otrăviri care sunt mult mai frecvente decât intoxicațiile cu acelea cu adevărat otrăvitoare.

## Colectare
Ciupercile comestibile pot fi adunate pe tot parcursul anului, chiar și în iarnă ca Flammulina velutipes care crește pe trunchiuri de foioase și conifere (octombrie-martie) sau Auricularia auricula-judae (sin. A. auricula, A. sambucina, Hirneola auricula), cunoscută din bucătăria asiatică ca Mu-Err, care se dezvoltă preferat pe scoarța socului bătrân (august-martie). Se spune, că „sezonul de ciuperci” începe cu luna august, durând până la sfârșitul lui octombrie, cea ce nu este corect. Nu numai că diferite specii nu cresc în aceste luni (ca de exemplu genul Morchella), mai mult formarea de corpuri fructifere depinde de un climat convenabil pentru apariția lor, ca de exemplu umiditate prin ploi calde și căldură suficientă. În caz de căldură uscată persistentă sau condiții de umezeală rece nu pot fi așteptate recolte.
Se indică adesea, ciupercile să fie tăiate cu un cuțit ascuțit, în caz contrar miceliul ar putea fi rănit sau chiar distrus. Dar printr-o tăietură prea sus, restul ciupercii ar putea să putrezească contagiind și miceliul. Mai bine este extragerea buretelui din sol prin o rotire ușoară, acoperind locul după acea cu pământ și frunze. Această metodă este mai folositoare, fiindcă unele specii nu se pot defini sigur fără examinarea a bazei piciorului ( la Amanita). Ciupercile se colectează în coșuri sau hârtie, de preferat să evitați pungi de plastic, din cauza umidității create în ele, în scurt timp ciupercile se pot altera si deveni impropriu consumului.

## OrdinulAgaricales

#### GenulAgaricus(șampinioni)
| Aspect | Denumirea științifică                              | Denumirea populară                           | Observații     | Aspect | Denumirea științifică                        | Denumirea populară                                               | Observații     | Aspect | Denumirea științifică                       | Denumirea populară                                        | Observații     |  |
| ------ | -------------------------------------------------- | -------------------------------------------- | -------------- | ------ | -------------------------------------------- | ---------------------------------------------------------------- | -------------- | ------ | ------------------------------------------- | --------------------------------------------------------- | -------------- |  |
|        | Agaricus abruptibulbus sin. Psalliota abruptibulba | Migdală de pământ                            | Gustos.        |        | Agaricus albolutescens                       | Șampinion alb-gălbui                                             | Gustos.        |        | Agaricus arvensis, sin. Psalliota arvensis  | Ciupercă de câmp, șampinionul oilor, ciupercă de braniște | Foarte gustos. |  |
|        | Agaricus augustus, sin. Psalliota augusta          | Șampinion văratic, Șampinion uriaș de pădure | Foarte gustos. |        | Agaricus bitorquis, sin. Psalliota bitorquis | Ciupercă (albă) termofilă, bulgăre de zăpadă, șampinion de pavaj | Excelent.      |        | Agaricus campestris                         | Șampinion, ciupercă de bălegar, ciupercă de gunoi         | Foarte gustos. |  |
|        | Agaricus comtulus                                  | Nu este cunoscută.                           | Gustos.        |        | Agaricus silvaticus sin. Psalliota silvatica | Șampinion de pădure, ciupercă de pădure                          | Foarte gustos. |        | Agaricus silvicola sin. Psalliota silvicola | Ciupercă de pădure                                        | Foarte gustos. |  |

#### GenulAmanita(bureți cu volvă cu sau fără bulb, amanită)
| Aspect | Denumirea științifică                                         | Denumirea populară                      | Observații                                                                                | Aspect | Denumirea științifică                  | Denumirea populară                           | Observații                                                                   | Aspect | Denumirea științifică  | Denumirea populară                    | Observații |  |
| ------ | ------------------------------------------------------------- | --------------------------------------- | ----------------------------------------------------------------------------------------- | ------ | -------------------------------------- | -------------------------------------------- | ---------------------------------------------------------------------------- | ------ | ---------------------- | ------------------------------------- | --- |  |
|        | Amanita caesarea, sin. Agaricus caesareus, Agaricus aurantius | Burete domnesc, crăiță                  | Foarte gustos, crud toxic.                                                                |        | Amanita ceciliae sin. Amanita inaurata | Ciupercă cu teacă, ciupercă fără inel uriașă | Crud toxic, destul de gustos.                                                |        | Amanita citrina        | Burete de lămâie                      | Crud toxic, de savoare scăzută, nerecomandat. Pericolul de a-l confunda în special cu forme letale de genul Amanita este mare. |  |
|        | Amanita echinocephala                                         | Amanită cu cap spinos, amanită solitară | Nu prea gustos, crud toxic, ușor de confundat cu specii mortale de genul Amanita.         | \|     | Amanita excelsa și Amanita spissa      | Buretele panterei fals                       | Comestibil, crud toxic, ușor de confundat cu periculoasa Amanita pantherina. |        | Amanita fulva          | Turtă roșie                           | Comestibil. |  |
|        | Amanita ovoidea                                               | Burete păros, agaric de zbor ovoid      | Tânăr destul de gustos, crud toxic, ușor de confundat cu specii mortale de genul Amanita. |        | Amanita rubescens                      | cuc (cuci), plopenchi                        | Gustos, crud toxic, ușor de confundat cu periculoasa Amanita pantherina.     |        | Amanita strobiliformis | Amanită solitară, ciupercă franjurată | Gustos, crud toxic și ușor de confundat cu specii toxice.                                                                      |  |
|        | Amanita vaginata                                              | Ciupercă fără inel                      | Destul de gustos.                                                                         |        |                                        |                                              |                                                                              |        |                        |                                       | |  |

#### GenulArmillaria(ghebe 1)
| Aspect | Denumirea științifică                       | Denumirea populară                                      | Observații                       | Aspect | Denumirea științifică                        | Denumirea populară                 | Observații                  | Aspect | Denumirea științifică                             | Denumirea populară             | Observații                         |  |
| ------ | ------------------------------------------- | ------------------------------------------------------- | -------------------------------- | ------ | -------------------------------------------- | ---------------------------------- | --------------------------- | ------ | ------------------------------------------------- | ------------------------------ | ---------------------------------- |  |
|        | Armillaria mellea sin. Armillariella mellea | Ghebe cu inel, ghebe tomnatice, halimas, ghebe de miere | Foarte gustos nu de ingerat crud |        | Armillaria ostoyae sin. Armillaria solidipes | ciupercă de miere, ciuperca uriașă | Gustos, nu de ingerat crud. |        | Armillaria tabescens sin. Armillariella tabescens | Ghebă de vară, ghebă fără inel | Foarte gustos, nu de ingerat crud. |  |

#### GenulClitocybe(pâlnioare)
| Aspect          | Denumirea științifică                             | Denumirea populară   | Observații                                          | Aspect | Denumirea științifică                      | Denumirea populară                          | Observații | Aspect | Denumirea științifică                      | Denumirea populară              | Observații                |  |
| --------------- | ------------------------------------------------- | -------------------- | --------------------------------------------------- | ------ | ------------------------------------------ | ------------------------------------------- | ---------- | ------ | ------------------------------------------ | ------------------------------- | ------------------------- |  |
|                 | Clitocybe clavipes sin. Ampulloclitocybe clavipes | Pironul zânelor      | Destul de gustos, dar otrăvitor împreună cu alcool. |        | Clitocybe gibba sin. Infundibulicybe gibba | Pâlnioară cocoșată, pălăria popii, tolceraș | Gustos.    |        | Clitocybe nebularis sin. Lepista nebularis | Cenușăreasa, ciuperca cețurilor | Comestibilitate limitată. |  |
| Clitocybe odora | Clitocybe odora                                   | Anasonul cenușăresei | Comestibil.                                         |        |                                            |                                             |            |        |                                            |                                 |                           |  |

#### GenulCortinarius(ciuperci cu cortină, pâsloșei[33])
| Aspect              | Denumirea științifică                       | Denumirea populară                     | Observații | Aspect              | Denumirea științifică                                     | Denumirea populară | Observații                                                            | Aspect | Denumirea științifică                              | Denumirea populară                                 | Observații                                                                                           |  |
| ------------------- | ------------------------------------------- | -------------------------------------- | --- | ------------------- | --------------------------------------------------------- | ------------------ | --------------------------------------------------------------------- | ------ | -------------------------------------------------- | -------------------------------------------------- | --- |  |
| Cortinarius allutus | Cortinarius allutus                         | Necunoscută.                           | Comestibil, destul de gustos, doar tânăr de ingerat.                                                           | Cortinarius allutus | Cortinarius anomalus                                      | Necunoscută.       | Tânăr comestibil, de valoare scăzută.                                 |        | Cortinarius armillatus                             | Necunoscută.                                       | Comestibil, dar de valoare culinară scăzută, doar tânăr de ingerat..                                 |  |
|                     | Cortinarius balaustinus                     | Necunoscută.                           | Comestibil, dar poate fi confundat ușor, datorită variabilității în culoare, cu soiuri otrăvitoare sau letale. |                     | Cortinarius balteatus                                     | Buza vacii         | Tânăr destul de gustos.                                               |        | Cortinarius caninus                                | Necunoscută.                                       | Comestibil, bine gustos. Poate fi confundat foarte ușor cu soiuri otrăvitoare sau letale.            |  |
|                     | Cortinarius caperatus sin. Rozites caperata | Ciupercă țigănească, văloasa țiganilor | Foarte gustos.                                                                                                 |                     | Cortinarius claricolor                                    | Necunoscută.       | Comestibil, de calitate medie.                                        |        | Cortinarius collinitus sin. Cortinarius muscigenus | Burete mâzgos (bureți mâzgoși), ciuciuleți băloși. | Comestibil.                                                                                          |  |
|                     | Cortinarius crassus                         | Necunoscută.                           | Comestibil, de calitate mediocră.                                                                              |                     | Cortinarius cumatilis                                     | Necunoscută.       | Foarte gustos.                                                        |        | Cortinarius delibutus                              | Necunoscută.                                       | Comestibil, destul de gustos.                                                                        |  |
|                     | Cortinarius elatior                         | Necunoscută.                           | Comestibil, de calitate mediocră.                                                                              |                     | Cortinarius elegantior                                    | Necunoscută.       | Comestibil, gustos, dar ușor de confundat cu specii nocive.           |        | Cortinarius glaucopus                              | Pâsloșel, purpuriu de păianjen                     | Comestibil, de calitate mediocră.                                                                    |  |
|                     | Cortinarius livido-ochraceus                | Necunoscută.                           | Comestibil, de calitate maximal mediocră.                                                                      |                     | Cortinarius mucifluus                                     | Necunoscută.       | Comestibil, de calitate culinară foarte scăzută.                      |        | Cortinarius mucosus                                | Necunoscută.                                       | Comestibil, miros imperceptibil, gust blând, poate fi confundat cu specii nocive.                    |  |
|                     | Cortinarius multiformis                     | Necunoscută.                           | Gustos. |                     | Cortinarius odorifer                                      | Necunoscută.       | Comestibil, miros puternic de anason.                                 |        | Cortinarius percomis                               | Necunoscută.                                       | Comestibil, dar de calitate scăzută.                                                                 |  |
|                     | Cortinarius praestans                       | Ciuperca bufniței, Cortinaria uriașă   | Foarte gustos.                                                                                                 |                     | Cortinarius purpurascens sin. Cortinarius subpurpurascens | Necunoscută.       | Comestibil, destul de gustos, dar ușor de confundat cu specii nocive. |        | Cortinarius saginus                                | Necunoscută.                                       | Comestibil, miros imperceptibil până ceva dulcișor, gust blând, poate fi confundat cu specii letale. |  |
|                     | Cortinarius salor                           | Necunoscută.                           | Comestibil, miros imperceptibil, gust blând, poate fi confundat cu specii nocive.                              |                     | Cortinarius stillatitius                                  | Necunoscută.       | Comestibil, dar nu prea gustos.                                       |        | Cortinarius talus                                  | Necunoscută.                                       | Comestibil, dar de calitate mai scăzută.                                                             |  |
|                     | Cortinarius triumphans                      | Necunoscută.                           | Comestibil, de calitate mediocră.                                                                              |                     | Cortinarius varius                                        | Hreanul pădurii    | Gustos.                                                               |        | Cortinarius violaceus                              | Bureți vineți                                      | Comestibil.                                                                                          |  |

#### GenulEntoloma(pieptănuși)
|  | Entoloma clypeatum sin. Rhodophyllus clypeatus | Scutul pieptănușului, bureți de prun | Gustos, dar poate fi confundat cu letala Inocybe erubescens. |  | Entoloma bloxamii sin. Entoloma madidum | Necunoscută. | Comestibil, de calitate mediocră. |  |

#### GenulGymnopus(ghebe 2)
|  | Gymnopus dryophilus sin. Collybia dryophila | Stejăriță | Destul de gustos. |  | Gymnopus fusipes sin. Collybia fusipes | Ghebă de stejar | Comestibil. |  |

### FamiliaHygrophoraceae

#### GenulCuphophyllus(ciuperci higrofane, fungi preponderent saprofiți și micorizanți)
|  | Cuphophyllus colemannianus sin. Hygrocybe colemanniana | Necunoscută.        | Comestibil.    |  | Cuphophyllus fornicatus sin. Hygrocybe fornicata | Necunoscută.     | Comestibil, dar fără valoare culinară. |  |  | Cuphophyllus lacmus sin. Hygrocybe lacmus | Necunoscută. | Comestibil. |  |
|  | Cuphophyllus pratensis sin. Hygrocybe pratensis        | Ciuciuleni de iarbă | Foarte gustos. |  | Cuphophyllus virgineus sin. Hygrocybe virginea   | Ciupercă de omăt | Destul de gustos.                      |  |  |                                           |              |             |  |

#### GenulHygrocybe(ciuperci higrofane, „zemoși”, fungi saprofiți)
| Aspect | Denumirea științifică                         | Denumirea populară | Observații                          | Aspect | Denumirea științifică | Denumirea populară | Observații                                | Aspect | Denumirea științifică                       | Denumirea populară    | Observații   |  |
| ------ | --------------------------------------------- | ------------------ | ----------------------------------- | ------ | --------------------- | ------------------ | ----------------------------------------- | ------ | ------------------------------------------- | --------------------- | ------------ |  |
|        | Hygrocybe cantharellus                        | Necunoscută.       | Comestibilă, fără valoare culinară. |        | Hygrocybe ceracea     | Necunoscută.       | Comestibilă, fără valoare culinară.       |        | Hygrocybe chlorophana                       | Necunoscută.          | Comestibilă. |  |
|        | Hygrocybe coccinea sin. Hygrophorus coccineus | Căciula piticilor  | Comestibilă.                        |        | Hygrocybe intermedia  | Necunoscută.       | Comestibilă.                              |        | Hygrocybe miniata sin. Hygrophorus miniatus | Ciupercă roșie pitică | Comestibilă. |  |
|        | Hygrocybe punicea sin. Hygrophorus puniceus   | Ciuperca vulpii    | Destul de gustoasă.                 |        | Hygrocybe spadicea    | Necunoscută.       | Comestibilă, de valoare culinară scăzută. |        | Hygrocybe splendidissima                    | Necunoscută.          | Comestibilă. |  |

#### GenulHygrophorusdenumiți în popor bureți „melcești”, mucoși, fungi micorizanți
| Aspect               | Denumirea științifică  | Denumirea populară                  | Observații                              | Aspect | Denumirea științifică    | Denumirea populară | Observații                                                              | Aspect | Denumirea științifică     | Denumirea populară | Observații        |  |
| -------------------- | ---------------------- | ----------------------------------- | --------------------------------------- | ------ | ------------------------ | ------------------ | ----------------------------------------------------------------------- | ------ | ------------------------- | ------------------ | ----------------- |  |
|                      | Hygrophorus agathosmus | Buretele melcului                   | Comestibil.                             |        | Hygrophorus arbustivus   | Necunoscută.       | Comestibil, de calitate mediocră.                                       |        | Hygrophorus camarophyllus | Necunoscută.       | Destul de gustos. |  |
|                      | Hygrophorus chrysodon  | Necunoscută.                        | Comestibil, nu prea gustos.             |        | Hygrophorus cossus       | Necunoscută.       | Comestibil, dar de calitate inferioară din cauza mirosului și gustului. |        | Hygrophorus discoideus    | Necunoscută.       | Destul de gustos. |  |
|                      | Hygrophorus eburneus   | Burete melcesc                      | Comestibil.                             |        | Hygrophorus erubescens   | Necunoscută.       | Destul de gustos, dar se dezvoltă și exemplare amare, necomestibile.    |        | Hygrophorus gliocyclus    | Necunoscută.       | Comestibil.       |  |
|                      | Hygrophorus hypothejus | Necunoscută.                        | Gustos.                                 |        | Hygrophorus latitabundus | Necunoscută.       | Gustos.                                                                 |        | Hygrophorus lucorum       | Necunoscută.       | Gustos.           |  |
|                      | Hygrophorus marzuolus  | Băloasă de martie, băloasă timpurie | Foarte gustos.                          |        | Hygrophorus nemoreus     | Necunoscută.       | Comestibil.                                                             |        | Hygrophorus olivaceoalbus | Necunoscută.       | Destul de gustos. |  |
|                      | Hygrophorus penarius   | Melcească                           | Comestibil, conservat destul de gustos. |        | Hygrophorus pudorinus    | Necunoscută.       | Comestibil, dar de calitate inferioară din cauza mirosului și gustului. |        | Hygrophorus pustulatus    | Necunoscută.       | Gustos.           |  |
| Hygrophorus queletii | Hygrophorus queletii   | Necunoscută.                        | Comestibil, de calitate mediocră.       |        | Hygrophorus speciosus    | Necunoscută.       | Comestibil.                                                             |        |                           |                    |                   |  |

#### GenulLaccaria(pâlnioare viu colorate)
| Aspect | Denumirea științifică | Denumirea populară     | Observații        | Aspect | Denumirea științifică | Denumirea populară | Observații        | Aspect | Denumirea științifică | Denumirea populară | Observații                                   |  |
| ------ | --------------------- | ---------------------- | ----------------- | ------ | --------------------- | ------------------ | ----------------- | ------ | --------------------- | ------------------ | -------------------------------------------- |  |
|        | Laccaria amethystina  | Amăgitoarea de ametist | Destul de gustos. |        | Laccaria laccata      | Pâlnie brumată     | Destul de gustos. |        | Laccaria maritima     | Pâlnioara mării    | Destul de gustos, dar foarte nisipos și rar. |  |
|        | Laccaria proxima      | Vârtejel               | Destul de gustos. |        |                       |                    |                   |        |                       |                    |                                              |  |

#### GenulLepista(nicoreți)
| Aspect | Denumirea științifică                                       | Denumirea populară                             | Observații                                     | Aspect | Denumirea științifică                | Denumirea populară | Observații       | Aspect | Denumirea științifică                               | Denumirea populară                            | Observații        |  |
| ------ | ----------------------------------------------------------- | ---------------------------------------------- | ---------------------------------------------- | ------ | ------------------------------------ | ------------------ | ---------------- | ------ | --------------------------------------------------- | --------------------------------------------- | ----------------- |  |
|        | Lepista flaccida sin. Clitocybe flaccida, Clitocybe inversa | Trâmbița bradului, șeaua piticului, triftărele | Comestibil, probabil toxic consumat cu alcool. |        | Lepista irina, sin. Tricholoma irina | Stânjenițe         | Destul de gustos |        | Lepista nuda, sin. Clytocybe nuda, Tricholoma nudum | Nicorete violet, nicorete vânăt, ciupercă mov | Destul de gustos. |  |
|        | Lepista personata, sin. Lepista saeva                       | Violete false, ciuperca vulpii, nicorete       | Gustos.                                        |        |                                      |                    |                  |        |                                                     |                                               |                   |  |

#### GenulLycoperdon(pufaie)
| Aspect | Denumirea științifică                       | Denumirea populară | Observații        | Aspect | Denumirea științifică                             | Denumirea populară                                                                              | Observații    | Aspect | Denumirea științifică                         | Denumirea populară                | Observații    |  |
| ------ | ------------------------------------------- | ------------------ | ----------------- | ------ | ------------------------------------------------- | ----------------------------------------------------------------------------------------------- | ------------- | ------ | --------------------------------------------- | --------------------------------- | ------------- |  |
|        | Lycoperdon echinatum                        | Buretele aricilor  | Tânăr comestibil. |        | Lycoperdon excipuliforme sin. Lycoperdon saccatum | Ghioaga iepurilor                                                                               | Tânăr gustos. |        | Lycoperdon perlatum sin. Lycoperdon gemmatum  | Cașul ciorii                      | Tânăr gustos. |  |
|        | Lycoperdon pratense sin. Vascellum pratense | Pufoaie            | Tânăr gustos.     |        | Lycoperdon pyriforme                              | Para (perele) cerbului, pufaiul comun, buretele cerbilor, oușoare, pere de cioată, brânza mâții | Tânăr gustos. |        | Lycoperdon utriforme sin. Calvatia utriformis | Mingea de puf, buretele iepurilor | Tânăr gustos. |  |

#### GenulMacrolepiota(parasoli)
| Aspect | Denumirea științifică                                              | Denumirea populară                                                    | Observații     | Aspect | Denumirea științifică                         | Denumirea populară | Observații     | Aspect | Denumirea științifică                     | Denumirea populară | Observații                                       |  |
| ------ | ------------------------------------------------------------------ | --------------------------------------------------------------------- | -------------- | ------ | --------------------------------------------- | ------------------ | -------------- | ------ | ----------------------------------------- | ------------------ | ------------------------------------------------ |  |
|        | Macrolepiota excoriata sin. Lepiota excoriata                      | Ghebă de pășune                                                       | Bine gustos.   |        | Macrolepiota mastoidea sin. Lepiota mastoidea | Nană de pădure     | Foarte gustos. |        | Macrolepiota procera sin. Lepiota procera | Parasol            | Foarte gustos, în special pregătit ca un șnițel. |  |
|        | Macrolepiota rhacodes sin. Chloropyllum rhacodes, Lepiota rachodes | Burete șerpesc șofrăniu, pălăria șarpelui șofrăniu, ciupercă cu solzi | Foarte gustos. |        |                                               |                    |                |        |                                           |                    |                                                  |  |

#### GenulMarasmius(bureciori)
| Aspect | Denumirea științifică                        | Denumirea populară | Observații                               | Aspect | Denumirea științifică | Denumirea populară | Observații                                                            | Aspect | Denumirea științifică                            | Denumirea populară | Observații                            |  |
| ------ | -------------------------------------------- | ------------------ | ---------------------------------------- | ------ | --------------------- | ------------------ | --------------------------------------------------------------------- | ------ | ------------------------------------------------ | ------------------ | ------------------------------------- |  |
|        | Marasmius alliaceus sin. Mycetinis alliaceus | Usturoiași         | Destul de gustos, ciupercă de condiment. |        | Marasmius oreades     | Burete de rouă     | Foarte gustos, ușor de confundat cu letalele C. dealbata și rivulosa. |        | Marasmius scorodonius sin. Mycetinis scorodonius | Cocârți            | Foarte gustos, ciupercă de condiment. |  |

#### GenulPleurotus(păstrăvi, ciuperci de copac)
| Aspect | Denumirea științifică | Denumirea populară              | Observații     | Aspect | Denumirea științifică | Denumirea populară                 | Observații     | Aspect | Denumirea științifică | Denumirea populară                                       | Observații     |  |
| ------ | --------------------- | ------------------------------- | -------------- | ------ | --------------------- | ---------------------------------- | -------------- | ------ | --------------------- | -------------------------------------------------------- | -------------- |  |
|        | Pleurotus cornucopiae | Burete cornet                   | Foarte gustos. |        | Pleurotus eryngii     | Păstrăvul scailor, ciupercă regală | Foarte gustos. |        | Pleurotus ostreatus   | Păstrav de fag, burete negru, păstrag, păstrăvul cerului | Foarte gustos. |  |
|        | Pleurotus pulmonarius | Păstrav de vară, ciuperca fenix | Foarte gustos. |        |                       |                                    |                |        |                       |                                                          |                |  |

#### GenulTricholoma(bureți cavalerești)
| Aspect | Denumirea științifică                                                                       | Denumirea populară | Observații                           | Aspect | Denumirea științifică                                 | Denumirea populară                                   | Observații                      | Aspect | Denumirea științifică                            | Denumirea populară                    | Observații                                                  |  |
| ------ | ------------------------------------------------------------------------------------------- | ------------------ | ------------------------------------ | ------ | ----------------------------------------------------- | ---------------------------------------------------- | ------------------------------- | ------ | ------------------------------------------------ | ------------------------------------- | ----------------------------------------------------------- |  |
|        | Tricholoma argyraceum sin. Tricholoma inocybeoides, Tricholoma argyraceum var. inocybeoides | Necunoscută.       | Comestibil, de valoare scăzută.      |        | Tricholoma atrosquamosum sin. Tricholoma squarrulosum | Necunoscută.                                         | Destul de gustos.               |        | Tricholoma caligatum                             | Necunoscută.                          | Comestibil, la maturitate ceva amar, bun pentru conservare. |  |
|        | Tricholoma cingulatum                                                                       | Necunoscută.       | Comestibil.                          |        | Tricholoma colossus                                   | Roșcovă (roșcove)                                    | Destul de gustos.               |        | Tricholoma columbetta                            | Bureți porumbei, porumbiță, porumbițe | Gustos.                                                     |  |
|        | Tricholoma fucatum                                                                          | Necunoscută.       | Comestibil, de valoare scăzută.      |        | Tricholoma gausapatum                                 | Necunoscută.                                         | Comestibil, destul de gustos.   |        | Tricholoma imbricatum                            | Necunoscută.                          | Comestibil, de valoare scăzută.                             |  |
|        | Tricholoma orirubens                                                                        | Nicoreți           | Gustos.                              |        | Tricholoma populinum                                  | Ciuperca plopului                                    | Comestibil, de valoare scăzută. |        | Tricholoma portentosum                           | Necunoscută.                          | Foarte delicios.                                            |  |
|        | Tricholoma scalpturatum                                                                     | Necunoscută.       | Comestibil, dar de calitate scăzută. |        | Tricholoma terreum                                    | Ciuperca șoarecelui, ciupercă de culoarea pământului | Foarte gustos.                  |        | Tricholomopsis rutilans sin. Tricholoma rutilans | Ciupercă roșie de brad, roșcovane     | Comestibil, de valoare scăzută.                             |  |

#### Alte specii din ordinulAgaricales
| Aspect | Denumirea științifică                                         | Denumirea populară                                   | Observații                                                                                  | Aspect | Denumirea științifică                                                        | Denumirea populară                                                                  | Observații                                                              | Aspect | Denumirea științifică                                    | Denumirea populară                                             | Observații |  |
| ------ | ------------------------------------------------------------- | ---------------------------------------------------- | ------------------------------------------------------------------------------------------- | ------ | ---------------------------------------------------------------------------- | ----------------------------------------------------------------------------------- | ----------------------------------------------------------------------- | ------ | -------------------------------------------------------- | -------------------------------------------------------------- | --- |  |
|        | Agrocybe dura sin. Pholiota dura                              | Ciuperci de lan                                      | Comestibil.                                                                                 |        | Agrocybe praecox sin. Pholiota praecox                                       | Bureciori de pășune, burete de imaș                                                 | Comestibil.                                                             |        | Bovista plumbea                                          | Zburătoare cenușie, bășică cenușie sau pârhaiță                | Tânăr gustos, dar ceva greu de preparat.                                                                       |  |
|        | Calocybe gambosa, sin. Calocybe geeorgii, Tricholoma gambosum | Burete de mai, Buretele lui Sf. Gheorghe             | Gustos, dar confundări cu bureții mortali Inocybe patrouillardii, Entoloma sinuatum.        |        | Calvatia gigantea, sin. Langermannia gigantea, Lycoperdon gigantea           | Bășica porcului, bovista uriașă, ciuperca uriașă                                    | Tânăr foarte gustos.                                                    |        | Catathelasma imperiale                                   | Tetină împărătească, giugan                                    | Gustos. |  |
|        | Clavaria fragilis, sin. Clavaria vermicularis                 | Degetele zânelor                                     | Comestibilă, dar fără valoare culinară.                                                     |        | Clavaria fumosa                                                              | Necunoscută.                                                                        | Comestibilă, dar de calitate foarte scăzută.                            |        | Clitopilus prunulus                                      | Morăriță, nicorete                                             | Foarte gustos, dar ușor de confundat cu specii toxice de genul Clitocybe, în special cu Clitocybe phyllophila. |  |
|        | Coprinellus micaceus sin. Coprinus micaceus                   | Burete de mică, balegă strălucitoare, bureți de rouă | Tânăr comestibil, dar ingerat cu alcool destul de otrăvitor.                                |        | Coprinopsis atramentaria sin. Coprinus atramentarius                         | Burete de cerneală, bureți nebuni, ciuperci crestate, poplence, umbra șarpelui etc. | Tânăr foarte gustos, dar ingerat cu alcool destul de otrăvitor.         |        | Coprinus comatus sin. Agaricus comatus                   | Burete cu perucă                                               | Numai tânăr foarte gustos.                                                                                     |  |
|        | Cystoderma amianthinum sin. Lepiota amianthina                | Necunoscută.                                         | Comestibil, dar de valoare scăzută, ușor de confundat cu specii letale ale genului Lepiota. |        | Cystodermella cinnabarina, sin. Cystoderma cinnabarina, Lepiota cinnabarina  | Necunoscută.                                                                        | Comestibil, dar ușor de confundat cu specii letale ale genului Lepiota. |        | Fistulina hepatica                                       | Limba boului                                                   | Tânăr gustos.                                                                                                  |  |
|        | Flammula alnicola sin. Pholiota alnicola                      | Ghebe de arin                                        | Comestibil.                                                                                 |        | Flammulina velutipes sin. Collybia velutipes                                 | Picior de catifea, ciupercă de iarnă, ciupercă de miere                             | Bine gustos.                                                            |        | Hypholoma capnoides                                      | Bureți de buturugă, pucioasa sântimbrului                      | Foarte gustos.                                                                                                 |  |
|        | Kuehneromyces mutabilis, sin. Pholiota mutabilis              | Gheba ciobanilor, popinici                           | Poate fi confundat ușor cu buretele letal Galerina marginata. Foarte gustos.                |        | Lacrymaria lacrymabunda, sin. Psathyrella velutina, Psathyrella lacrimabunda | Văduvă plângăcioasă                                                                 | Comestibil.                                                             |        | Leucoagaricus leucothites sin. Lepiota naucina           | Ciupercă de miriște,burete alb al porumbeilor, bureți albineți | Destul de gustos.                                                                                              |  |
|        | Leucocybe connata sin. Clitocybe connata, Lyophyllum connatum | Ciuciuleți de pământ                                 | Gustos, condiționat comestibil.                                                             |        | Lyophyllum decastes                                                          | Tufănițe, ciuperci mănunchiate                                                      | Gustos.                                                                 |        | Mycena pura                                              | Mycena pura                                                    | Condiționat comestibil, în doze mai mari toxic.                                                                |  |
|        | Oudemansiella mucida sin. Mucidula mucida                     | Ciupercă de porțelan, bureți mucoși                  | Comestibil.                                                                                 |        | Panellus serotinus sin. Pleurotus serotinus, Sarcomyxa serotina              | Păstrăv iernatic, bureți iernatici                                                  | Gustos, dar bătrân amar.                                                |        | Phaeolepiota aurea                                       | Ciuperci aurii                                                 | Gustos, dar crud sau prea puțin fiert foarte toxic, conținând HCN.                                             |  |
|        | Pholiota squarrosa                                            | Bureți solzoși                                       | Comestibilitate restrânsă.                                                                  |        | Pluteus cervinus sin. Pluteus atricapillus                                   | Ciuperca cerbilor                                                                   | Comestibil.                                                             |        | Pluteus salicinus                                        | Păstrăv de salcie                                              | Fiert comestibil, crud sau uscat otrăvitor, psihedelic.                                                        |  |
|        | Psathyrella candolleana sin. Hypholoma candolleana            | Bureți nebuni                                        | Comestibil.                                                                                 |        | Psathyrella piluliformis sin. Psathyrella hydrophila, Hypholoma hydrophila   | Ciupercă umedă                                                                      | Tânăr destul de gustos.                                                 |        | Pseudoclitocybe cyathiformis sin. Clitocybe cyathiformis | Pâlnioară cafenie                                              | Comestibil. |  |
|        | Strobilurus esculentus sin. Collybia esculenta                | Bureți de prund, pestriță                            | Foarte gustoși, dar mici.                                                                   |        | Stropharia aeruginosa                                                        | Burete șopârliță                                                                    | Comestibil.                                                             |        | Volvariella bombycina                                    | Burete păros, opincuță                                         | Gustos. Confuzie posibilă cu mortalele Amanita.                                                                |  |

## OrdinulAuriculariales(ciuperci de copac gelatinoși)
| Aspect | Denumirea științifică                             | Denumirea populară                                                | Observații         | Aspect | Denumirea științifică   | Denumirea populară       | Observații        | Aspect | Denumirea științifică                                 | Denumirea populară   | Observații           |  |
| ------ | ------------------------------------------------- | ----------------------------------------------------------------- | ------------------ | ------ | ----------------------- | ------------------------ | ----------------- | ------ | ----------------------------------------------------- | -------------------- | -------------------- |  |
|        | Auricularia auricula-judae sin. Hirneola auricula | Urechea lui Iuda, burete de soc, ciupercă de lemn, urechi de lemn | Foarte interesant. |        | Auricularia mesenterica | Drele (drelă, drea(h)lă) | Tânăr comestibil. |        | Pseudohydnum gelatinosum sin. Tremellodon gelatinosus | Tremurici, urechiușe | Gustos, mâncat crud. |  |

## OrdinulBoletales

### FamiliaBoletaceae

#### GenulBoletus(hribi)
| Aspect | Denumirea științifică                                                 | Denumirea populară                                       | Observații                 | Aspect | Denumirea științifică                          | Denumirea populară                                      | Observații          | Aspect | Denumirea științifică                       | Denumirea populară                           | Observații          |  |
| ------ | --------------------------------------------------------------------- | -------------------------------------------------------- | -------------------------- | ------ | ---------------------------------------------- | ------------------------------------------------------- | ------------------- | ------ | ------------------------------------------- | -------------------------------------------- | ------------------- |  |
|        | Boletus aereus                                                        | Hrib arămiu, hrib negru, hrib pucios, mânătarcă          | Foarte gustos.             |        | Boletus appendiculatus                         | Nitarcă, hrib regal, hrib înrădăcinat, hrib cu apendice | Foarte gustos.      |        | Boletus edulis                              | Hrib cenușiu, burete domnesc, mânătarcă      | Foarte gustos.      |  |
|        | Boletus erythropus sin. Boletus luridiformis, Neoboletus luridiformis | Mânătarcă țigănească, hrib cărămiziu                     | Foarte gustos, crud toxic. |        | Boletus fechtneri sin. Butyriboletus fechtneri | Hribul lui Fechtner                                     | Foarte gustos.      |        | Boletus fragrans sin. Lanmaoa fragrans      | Bureți popești                               | Foarte gustos.      |  |
|        | Boletus impolitus sin. Hemileccinum impolitum                         | Hrib bun, hrib de pin, ciupercă semi-albă, bolete galben | Foarte gustos.             |        | Boletus junquilleus                            | Mânătarcă galbenă                                       | Gustos, crud toxic. |        | Boletus luridus sin. Suillellus luridus     | Buretele vrăjitoarei, mitarcă grasă, pitarcă | Gustos, crud toxic. |  |
|        | Boletus pinicola sin. Boletus pinophilus                              | Hrib de pin, hribul pinului, mânătarcă                   | Foarte gustos.             |        | Boletus regius sin. Butyriboletus regius       | Hrib domnesc, hrib regal                                | Foarte gustos.      |        | Boletus reticulatus sin. Boletus aestivalis | Hrib de vară, mânătarcă                      | Foarte gustos.      |  |
|        | Boletus speciosus                                                     | Nu este cunoscută.                                       | Foarte gustos.             |        |                                                |                                                         |                     |        |                                             |                                              |                     |  |

#### GenulLeccinellumșiLeccinum(o formă de hribi cu picior solzos)
| Aspect | Denumirea științifică                             | Denumirea populară         | Observații        | Aspect | Denumirea științifică                               | Denumirea populară                                   | Observații                         | Aspect | Denumirea științifică                         | Denumirea populară                                   | Observații        |  |
| ------ | ------------------------------------------------- | -------------------------- | ----------------- | ------ | --------------------------------------------------- | ---------------------------------------------------- | ---------------------------------- | ------ | --------------------------------------------- | ---------------------------------------------------- | ----------------- |  |
|        | Leccinellum crocipodium sin. Leccinum crocipodium | Necunoscută.               | Destul de gustos. |        | Leccinum aurantiacum                                | Hribă de plop, pâlnioară de plop, pitarcă portocalie | Foarte gustos.                     |        | Leccinum duriusculum sin. Boletus duriusculus | Pitărcuță dură, pitarcă zgrunțuroasă, burete de plop | Foarte gustos.    |  |
|        | Leccinum holopus                                  | Bolete fantomă, bolete alb | Destul de gustos. |        | Leccinum melaneum                                   | Necunoscută.                                         | Destul de gustos, crud neprielnic. |        | Leccinum scabrum                              | Burete călugăresc                                    | Destul de gustos. |  |
|        | Leccinum variicolor                               | Hrib negru                 | Gustos.           |        | Leccinum versipelle, sin. Leccinum testaceo-scabrum | Pitărcuță, roniță                                    | Foarte gustos.                     |        | Leccinum vulpinum                             | Burete vulpesc/bureți vulpești, hribă roșie.         | Foarte gustos.    |  |

#### GenulRubroboletus(hribi)
|  | Rubroboletus dupainii sin. Boletus dupainii | Necunoscută. | Gustos, crud toxic. |

#### GenulSuillus(o formă de hribi mai mici)
| Aspect | Denumirea științifică | Denumirea populară                            | Observații        | Aspect | Denumirea științifică | Denumirea populară                     | Observații          | Aspect | Denumirea științifică                      | Denumirea populară                            | Observații        |  |
| ------ | --------------------- | --------------------------------------------- | ----------------- | ------ | --------------------- | -------------------------------------- | ------------------- | ------ | ------------------------------------------ | --------------------------------------------- | ----------------- |  |
|        | Suillus bovinus       | Lumânărică, sfârcuri uscate                   | Comestibil.       |        | Suillus bresadolae    | Hrib de zădiș                          | Destul de gustos.). |        | Suillus cavipes sin. Boletinus cavipes     | Pitoașcă cu picior gol                        | Destul de gustos. |  |
|        | Suillus collinitus    | Pitoașcă cu fără inel                         | Destul de gustos. |        | Suillus flavidus      | pitoașcă gălbuie, pitoașcă de turbărie | Comestibil.         |        | Suillus granulatus sin. Boletus circinatus | Pitoașcă                                      | Gustos.           |  |
|        | Suillus grevillei     | Untoasa cu inel, hribul zadei, burete elegant | Bine gustos.      |        | Suillus luteus        | Turta vacii, văcuțe                    | Bine gustos.        |        | Suillus placidus                           | Necunoscută.                                  | Destul de gustos. |  |
|        | Suillus plorans       | Necunoscută.                                  | Destul de gustos. |        | Suillus tridentinus   | Necunoscută.                           | Comestibil.         |        | Suillus variegatus                         | Hrib de nisip, hrib văratic, hrib galben-brun | Gustos.           |  |
|        | Suillus viscidus      | Pitoașcă lipicioasă sau cenușărese            | Gustos.           |        |                       |                                        |                     |        |                                            |                                               |                   |  |

#### GenulXerocomellusșiXerocomus(o formă de hribi mai mici)
| Aspect | Denumirea științifică                                                       | Denumirea populară                  | Observații   | Aspect | Denumirea științifică                                                | Denumirea populară                    | Observații | Aspect | Denumirea științifică                                                 | Denumirea populară | Observații        |  |
| ------ | --------------------------------------------------------------------------- | ----------------------------------- | ------------ | ------ | -------------------------------------------------------------------- | ------------------------------------- | ---------- | ------ | --------------------------------------------------------------------- | ------------------ | ----------------- |  |
|        | Xerocomellus chrysenteron sin. Boletus chrysenteron, Xerocomus chrysenteron | Hrib de mușchi, hrib auriu          | Gustos.      |        | Xerocomellus rubellus sin. Hortiboletus rubellus, Xerocomus rubellus | Burete (bureți) de stejar             | Gustos.    |        | Xerocomellus porosporus sin. Boletus porosporus, Xerocomus porosporus | Necunoscută.       | Destul de gustos. |  |
|        | Xerocomellus pruinatus sin. Boletus pruinatus, Xerocomus pruinatus          | Mușchi de catifea, volant catifelat | Bine gustos. |        |                                                                      |                                       |            |        |                                                                       |                    |                   |  |
|        | Xerocomus ferrugineus sin. Boletus ferrugineus,Xerocomus spadiceus          | Hrib lânos                          | Gustos.      |        | Xerocomus subtomentosus sin. Boletus subtomentosus                   | Buza caprei, ciupercă moale, hrib mic | Gustos.    |        |                                                                       |                    |                   |  |

### FamiliaGomphidiaceae

#### GenulChroogomphus(băluști 1)
|  | Chroogomphus rutilus sin. Gomphidius viscidus | Bălușcă purpurie | Destul de gustos. |  | Chroogomphus helveticus sin. Gomphidius helveticus | Bălușcă purpurie | Comestibil, de calitate mediocră, poate fi confundat cu specii letale. |  |

#### GenulGomphidius(băluști 2)
| Aspect | Denumirea științifică | Denumirea populară | Observații     | Aspect | Denumirea științifică | Denumirea populară | Observații        | Aspect | Denumirea științifică | Denumirea populară | Observații        |  |
| ------ | --------------------- | ------------------ | -------------- | ------ | --------------------- | ------------------ | ----------------- | ------ | --------------------- | ------------------ | ----------------- |  |
|        | Gomphidius glutinosus | Bălușca molidului  | Foarte gustos. |        | Gomphidius maculatus  | Necunoscută.       | Destul de gustos. |        | Gomphidius roseus     | Bălușcă rozalie    | Destul de gustos. |  |

#### Alte specii din familiaBoletaceae
| Aspect | Denumirea științifică                                | Denumirea populară                   | Observații                                                    | Aspect | Denumirea științifică                                    | Denumirea populară    | Observații        | Aspect | Denumirea științifică                                | Denumirea populară                              | Observații  |  |
| ------ | ---------------------------------------------------- | ------------------------------------ | ------------------------------------------------------------- | ------ | -------------------------------------------------------- | --------------------- | ----------------- | ------ | ---------------------------------------------------- | ----------------------------------------------- | ----------- |  |
|        | Aureoboletus moravicus sin. Xerocomus moravicus      | Necunoscută                          | Foarte gustos.                                                |        | Buchwaldoboletus lignicola sin. Pulveroboletus lignicola | Hribul lemnului       | Comestibil.       |        | Chalciporus piperatus sin. Boletus piperatus         | Untoasă piperată                                | Comestibil. |  |
|        | Chroogomphus rutilus sin. Gomphidius viscidus        | Bălușcă purpurie                     | Gustos.                                                       |        | Gomphidius glutinosus                                    | Bălușca molidului     | Gustos.           |        | Gomphidius roseus                                    | Bălușcă rozalie                                 | Gustos.     |  |
|        | Gyroporus castaneus sin. Boletus castaneus           | Hrib castaniu                        | Foarte gustos.                                                |        | Gyroporus cyanescens sin. Boletus cyanescens             | Hrib albastru, gresie | Bine gustos.      |        | Hygrophoropsis aurantiaca                            | Gălbior fals, gălbiori falși, burete portocaliu | Comestibil. |  |
|        | Phylloporus pelletieri sin. Phylloporus rhodoxanthus | Hrib cu lame, filopor roz-galben     | Gustos.                                                       |        | Strobilomyces strobilaceus sin. Strobilomyces floccopus  | Moșneagul pădurii     | Tânăr comestibil. |        | Tapinella atrotomentosa sin. Paxillus atrotomentosus | Porceasca                                       | Comestibil. |  |
|        | Tylopilus felleus var. alutarius                     | Fierea pădurii, variația comestibilă | Foarte gustos, dar ușor de confundat cu amara Fierea pădurii. |        |                                                          |                       |                   |        |                                                      |                                                 |             |  |

## OrdinulCantharellales

### GenulCantharellus(gălbiori și surate)
| Aspect | Denumirea științifică                                 | Denumirea populară | Observații     | Aspect | Denumirea științifică | Denumirea populară                             | Observații     | Aspect | Denumirea științifică                           | Denumirea populară | Observații     |  |
| ------ | ----------------------------------------------------- | ------------------ | -------------- | ------ | --------------------- | ---------------------------------------------- | -------------- | ------ | ----------------------------------------------- | ------------------ | -------------- |  |
|        | Cantharellus amethysteus                              | Necunoscută.       | Foarte gustos. |        | Cantharellus cibarius | Burete galben, gălbior sau ciuciuleți gălbiori | Foarte gustos. |        | Cantharellus cinereus sin. Craterellus cinereus | Trâmbiță, trâmbițe | Foarte gustos. |  |
|        | Cantharellus ferruginascens                           | Necunoscută.       | Foarte gustos. |        | Cantharellus friesii  | Ciuciuleți portocalii                          | Foarte gustos. |        | Cantharellus ianthinoxanthus                    | Necunoscută.       | Foarte gustos. |  |
|        | Cantharellus melanoxeros sin. Craterellus melanoxeros | Necunoscută.       | Foarte gustos. |        | Cantharellus pallens  | Necunoscută.                                   | Foarte gustos. |        | Cantharellus subalbidus                         | Necunoscută.       | Foarte gustos. |  |

### GenulCraterellus(trâmbițe)
| Aspect | Denumirea științifică                                       | Denumirea populară                                        | Observații     | Aspect | Denumirea științifică                             | Denumirea populară         | Observații     | Aspect | Denumirea științifică                                 | Denumirea populară | Observații     |  |
| ------ | ----------------------------------------------------------- | --------------------------------------------------------- | -------------- | ------ | ------------------------------------------------- | -------------------------- | -------------- | ------ | ----------------------------------------------------- | ------------------ | -------------- |  |
|        | Craterellus cornucopioides sin. Cantharellus cornucopioides | Burete de toamnă, trâmbița (ciuperca) morților, piticilor | Foarte gustos. |        | Craterellus lutescens sin. Cantharellus lutescens | Brunișor, burete brunișor, | Foarte gustos. |        | Craterellus sinuosus sin. Pseudocraterellus undulatus | Trompete mici      | Foarte gustos. |  |
|        | Craterellus tubaeformis sin. Cantharellus tubaeformis       | Trompeta căprioarei, gălbiori iernatici                   | Foarte gustos. |        |                                                   |                            |                |        |                                                       |                    |                |  |

### GenulHydnum(flocoșei)
|  | Hydnum repandum, sin. Sarcodon repandus | Flocoșel, burete țepos | Bine gustos. |  | Hydnum rufescens | Flocoșel roșiatic, piei de oaie fierbinte, arici roșu-galben | Bine gustos. |  |

### Alte specii din familiaCantharellaceae
|  | Clavulina cinerea | Barba caprei cenușie | Destul de gustos. |  | Clavulina coralloides sin. Clavaria cristata | Laba mâței, crețișoară sau burete creț | Gustos. |  |

## OrdinulGomphales(rămurele și măciuci/pilugele)
| Aspect | Denumirea științifică                       | Denumirea populară                                                  | Observații                                         | Aspect | Denumirea științifică                                 | Denumirea populară                                   | Observații                                                                             | Aspect | Denumirea științifică                            | Denumirea populară                                                                        | Observații                                                      |  |
| ------ | ------------------------------------------- | ------------------------------------------------------------------- | -------------------------------------------------- | ------ | ----------------------------------------------------- | ---------------------------------------------------- | -------------------------------------------------------------------------------------- | ------ | ------------------------------------------------ | ----------------------------------------------------------------------------------------- | --------------------------------------------------------------- |  |
|        | Clavariadelphus ligula sin. Clavaria ligula | Limba ursului                                                       | Tânăr comestibil, poate să fie amar.               |        | Clavariadelphus pistillaris sin. Clavaria pistillaris | Măciulia piticilor, pilugele, ciocănele, măciuci     | Comestibil, poate să fie amar.                                                         |        | Clavariadelphus truncatus sin. Clavaria truncata | Club coral, pilugele trunchiate                                                           | Gustos.                                                         |  |
|        | Gomphus clavatus                            | Urechea porcului                                                    | Foarte gustos.                                     |        | Ramaria aurea sin. Clavaria aurea                     | Laba ursului, barba țapului, ciupercă aurie de coral | Bine gustos. Poate fi ușor confundată cu Ramaria formosa.                              | ]      | Ramaria botrytis sin. Clavaria botrytis          | Brânca ursului, bureți boierești, bureți crețoși, bureți cu tufa, pieptul găinii, rămurea | Foarte gustos.                                                  |  |
|        | Ramaria flava sin. Clavaria flava           | Barba țapului, burete creț, iarba mâței, piciorul ursului, togmăgei | Bine gustos.                                       |        | Ramaria flavescens                                    | Necunoscută.                                         | Tânăr comestibil, cu timpul din ce în ce mai amar. Ușor de confundat cu specii toxice. |        | Ramaria flavobrunnescens                         | Necunoscută.                                                                              | Foarte gustos, bătrân amar. Ușor de confundat cu specii toxice. |  |
|        | Ramaria gracilis                            | Coada șopârlei                                                      | Tânăr comestibil, cu timpul din ce în ce mai amar. |        | Ramaria largentii                                     | Necunoscută.                                         | Comestibil.                                                                            |        | Ramaria rufescens sin. Clavaria flava            | Burete creț                                                                               | Tânăr comestibil.                                               |  |

## OrdinulPezizales

### GenulCaloscypha
|  | Caloscypha fulgens | Necunoscută. | De valoare culinară foarte scăzută. |  |

### GenulGyromitra(zbârciogi falși)
|  | Gyromitra fastigiata sin. Discina fastigiata   | Zbârciogi grași | Gustos, dar crud sau nu bine fiert destul de otrăvitor.      |  | Gyromitra gigas | Zbârciog uriaș | Foarte gustos, dar crud sau nu bine fiert destul de otrăvitor. |  | Gyromitra infula sin. Physomitra infula | Mitra episcopului | Foarte gustos, crud destul de otrăvitor. |  |  |
|  | Gyromitra leucoxantha sin. Discina leucoxantha | Necunoscută.    | Gustos, dar ingerat nu bine fiert sau chiar crud neprielnic. |  |                 |                |                                                                |  |                                         |                   |                                          |  |  |

### GenulHelvella(mitre, cupe)
|  | Aspect | Denumirea științifică                      | Denumirea populară | Observații                                       | Aspect | Denumirea științifică | Denumirea populară               | Observații                                            | Aspect | Denumirea științifică | Denumirea populară | Observații                                                         |  |
|  | ------ | ------------------------------------------ | ------------------ | ------------------------------------------------ | ------ | --------------------- | -------------------------------- | ----------------------------------------------------- | ------ | --------------------- | ------------------ | ------------------------------------------------------------------ |  |
|  |        | Helvella acetabulum sin. Acetabula sulcata | Păhăruțe           | Destul de gustoasă.                              |        | Helvella atra         | Mitră neagră                     | Destul de gustoasă, dar de comestibilitate restrânsă. |        | Helvella compressa    | Necunoscută.       | Comestibilă, dar de calitate culinară mai inferioară, crud toxică. |  |
|  |        | Helvella crispa                            | Mitră tomnatică    | Bine gustoasă, dar de comestibilitate restrânsă. |        | Helvella elastica     | mitră văratică, zbârciog văratic | De comestibilitate restrânsă.                         |        | Helvella fusca        | Necunoscută.       | Comestibil, de calitate mediocră, crud toxică.                     |  |
|  |        | Helvella lacunosa                          | Zbârciog negru     | Gustoasă, dar de comestibilitate restrânsă.      |        | Helvella macropus     | Necunoscută.                     | Comestibilă și foarte savuroasă, crud toxică.         |        | Helvella monachella   | Necunoscută.       | Comestibilă, de calitate mediocră, crud toxic.                     |  |
|  |        | Helvella queletii                          | Necunoscută.       | Comestibilă, de calitate mediocră, crud toxică.  |        | Helvella solitaria    | Necunoscută.                     | Comestibilă, de calitate destul de bună, crud toxică. |        | Helvella spadicea     | Necunoscută.       | Comestibilă, de calitate mediocră, crud toxică.                    |  |

### GenulMorchella(zbârciogi)
| Aspect | Denumirea științifică                                            | Denumirea populară          | Observații                          | Aspect | Denumirea științifică | Denumirea populară | Observații                          | Aspect | Denumirea științifică                         | Denumirea populară  | Observații                          |  |
| ------ | ---------------------------------------------------------------- | --------------------------- | ----------------------------------- | ------ | --------------------- | ------------------ | ----------------------------------- | ------ | --------------------------------------------- | ------------------- | ----------------------------------- |  |
|        | Morchella anatolica                                              | Zbârciog anatolian          | Foarte gustos, nu de ingerat crud.  |        | Morchella conica      | Zbârciog țuguiat   | Foarte gustos, nu de ingerat crud.  |        | Morchella costata                             | Zbârciog canelat    | Foarte gustos, nu de ingerat crud.  |  |
|        | Morchella crassipes                                              | Ciuciulete gras             | Foarte gustos, nu de ingerat crud.  |        | Morchella deliciosa   | Zbârciog delicios  | Foarte gustos, nu de ingerat crud.  |        | Morchella elata                               | Zbârciog suplu      | Foarte gustos, nu de ingerat crud.. |  |
|        | Morchella esculenta                                              | Zbârciog galben, ciuciulete | Foarte gustos, nu de ingerat crud.  |        | Morchella eximia      | Necunoscută.       | Foarte gustos, nu de ingerat crud.< |        | Morchella rotunda                             | Zbârciog rotund     | Foarte gustos, nu de ingerat crud.  |  |
|        | Morchella semilibera sin. Morchella gigas, Mitrophora semilibera | Zbârciog semiliber          | Foarte gustos, nu de ingerat crud.. |        | Morchella steppicola  | Zbârciog de stepă  | Foarte gustos, nu de ingerat crud.  |        | Morchella tridentina sin. Morchella frustrata | Zbârciog de grădină | Foarte gustos, nu de ingerat crud.  |  |
|        | Morchella vulgaris                                               | ciuciuleți                  | Foarte gustos, nu de ingerat crud.  |        |                       |                    |                                     |        |                                               |                     |                                     |  |

### GenulOtidea(urechiușe)
|  | Otidea leporina | Urechea vulpii, urechea iepurelui | Destul de gustos. |  | Otidea onotica | Urechea măgarului, ureche de iepure, urechiușă | Comestibil. |  |

### GenulPeziza(urechiușe)
| Aspect | Denumirea științifică           | Denumirea populară  | Observații  | Aspect | Denumirea științifică                               | Denumirea populară                      | Observații | Aspect | Denumirea științifică                     | Denumirea populară | Observații                     |  |
| ------ | ------------------------------- | ------------------- | ----------- | ------ | --------------------------------------------------- | --------------------------------------- | ---------- | ------ | ----------------------------------------- | ------------------ | ------------------------------ |  |
|        | Peziza badia sin. Aleuria badia | Urechiușă bârligată | Comestibil. |        | Disciotis venosa sin. Discina venosa, Peziza venosa | Pitacu dracului, ceșcuța babei, lămâiță | Gustos.    |        | Peziza vesiculosa sin. Aleuria vesiculosa | Găocele, păhăruțe  | Comestibil, ciupercă medicală. |  |

### GenulTuber(trufe)
| Aspect | Denumirea științifică | Denumirea populară                    | Observații                   | Aspect | Denumirea științifică | Denumirea populară                                                        | Observații                          | Aspect | Denumirea științifică | Denumirea populară                                                                                           | Observații        |  |
| ------ | --------------------- | ------------------------------------- | ---------------------------- | ------ | --------------------- | ------------------------------------------------------------------------- | ----------------------------------- | ------ | --------------------- | --- | ----------------- |  |
|        | Tuber aestivum        | Trufă neagră de vară, trufă văratică  | Gustos.                      |        | Tuber brumale         | Trufă neagră de iarnă, trufă de toamnă, trufă brumală,                    | Foarte gustos.                      |        | Tuber excavatum       | Trufă scobită                                                                                                | Tânăr comestibil. |  |
|        | Tuber macrosporum     | Trufă cu spori mari, trufă usturoiată | Foarte gustos.               |        | Tuber magnatum        | Trufă albă de Piemont, trufă albă de Italia, trufă albă, trufa magnaților | Excelent.                           |        | Tuber melanosporum    | Trufă neagră franceză, trufă neagră de Perigord, trufă de iarnă, perlă neagră, diamantul negru al pământului | Excelent.         |  |
|        | Tuber mesentericum    | Trufă gazoasă, trufă mezenterică      | Apreciat în diverse regiuni. |        | Tuber rufum           | Trufă roșie                                                               | Comestibil, dar de valoare scăzută. |        | Tuber uncinatum       | Trufă burgundă, trufă de toamnă                                                                              | Foarte gustos.    |  |

### GenulVerpa(verpe)
| Aspect | Denumirea științifică                    | Denumirea populară               | Observații                                                | Aspect | Denumirea științifică | Denumirea populară | Observații | Aspect | Denumirea științifică | Denumirea populară | Observații |  |
| ------ | ---------------------------------------- | -------------------------------- | --------------------------------------------------------- | ------ | --------------------- | ------------------ | ---------- | ------ | --------------------- | ------------------ | ---------- |  |
|        | Verpa bohemica sin. Ptychoverpa bohemica | Ciuciuleț de plop, zbârciog boem | Gustos. Confuzie posibilă cu mortala Gyromitra esculenta. |        | Verpa conica          | Zbârciog corcit    | Gustos.    |        | Verpa digitaliformis  | Verpă pitică       | Gustos.    |  |

### Alte specii ale ordinului
| Aspect | Denumirea științifică  | Denumirea populară                                                | Observații | Aspect | Denumirea științifică                          | Denumirea populară                             | Observații                        | Aspect | Denumirea științifică | Denumirea populară                                                           | Observații  |  |
| ------ | ---------------------- | ----------------------------------------------------------------- | --- | ------ | ---------------------------------------------- | ---------------------------------------------- | --------------------------------- | ------ | --------------------- | ---------------------------------------------------------------------------- | ----------- |  |
|        | Aleuria aurantia       | Boarce, babe, buretele urechii, ceșcuțe, ochiul caprei, urechiușă | Destul de gustos. |        | Discina ancilis sin. Discina perlata           | Urechiușă încrețită, sau farfurioară zbârcită  | Comestibil.                       |        | Sarcoscypha coccinea  | Pocalul piticilor, ochiul caprei, urechea babei, pocalul de rubin al elfilor | Comestibil. |  |
|        | Sarcosphaera coronaria | Coroniță violetă                                                  | Crud foarte toxic, comestibil numai dupä o fierbere temeinică. Poate cauza probleme Sindrome helveliane (giromitriane). |        | Tuber album, de fapt Choiromyces meandriformis | Trufă porcească sau trufă albă de Transilvania | Gustos, dar toxic în stare crudă. |        |                       |                                                                              |             |  |

### OrdinulPhallales(bureți pucioși)
|  | Phallus impudicus | Burete pucios, burete puturos, bozuz, pula calului | Tânăr, în formă de ou, comestibil. |  |

### OrdinulPolyporales(ciuperci cu pori)
| Aspect | Denumirea științifică                       | Denumirea populară                                 | Observații           | Aspect | Denumirea științifică                           | Denumirea populară                                | Observații        | Aspect | Denumirea științifică                 | Denumirea populară | Observații                    |  |
| ------ | ------------------------------------------- | -------------------------------------------------- | -------------------- | ------ | ----------------------------------------------- | ------------------------------------------------- | ----------------- | ------ | ------------------------------------- | ------------------ | ----------------------------- |  |
|        | Grifola frondosa sin. Polyporus frondosus   | Foalele vacii, bureți călugărești                  | Tânăr foarte gustos. |        | Laetiporus sulphureus sin. Polyporus sulphureus | Găina (puiul) de pădure, iască galbenă            | Tânăr gustos.     |        | Lentinus tigrinus sin. Panus tigrinus | Burete pătat       | Foarte tânăr bine comestibil. |  |
|        | Meripilus giganteus                         | Buretele ursului, cocoșul pădurii, foalele pădurii | Tânăr comestibil.    |        | Polyporus squamosus                             | Urechea nucului, păstrăv de nuc, buretele nucului | Tânăr comestibil. |        | Polyporus umbellatus                  | Bureți iepurești   | Tânăr gustos.                 |  |
|        | Sparassis brevipes, sin. Sparassis laminosa | Crețușcă                                           | Foarte gustos.       |        | Sparassis crispa                                | Creasta cocoșului, crețușcă                       | Foarte gustos.    |        |                                       |                    |                               |  |

### OrdinulRussulales

#### GenulAlbatrellus(ciuperci cu pori mici)
| Aspect | Denumirea științifică                          | Denumirea populară                                  | Observații | Aspect | Denumirea științifică                                     | Denumirea populară           | Observații                                                                           | Aspect | Denumirea științifică                                                 | Denumirea populară                 | Observații                                                                            |  |
| ------ | ---------------------------------------------- | --------------------------------------------------- | ---------- | ------ | --------------------------------------------------------- | ---------------------------- | ------------------------------------------------------------------------------------ | ------ | --------------------------------------------------------------------- | ---------------------------------- | ------------------------------------------------------------------------------------- |  |
|        | Albatrellus confluens sin. Polyporus confluens | Ciuciulean de toamnă, gălbinea, gălbinele sau roine | Gustos.    |        | Albatrellus ovinus sin. Polyporus ovinus, Scutiger ovinus | Babița oilor, buretele oilor | Tânăr foarte gustos, poate fi confundat ușor cu necomesibilul Albatrellus cristatus. |        | Albatrellus pes-caprae sin. Scutiger pes-caprae, Polyporus pes-caprae | Buretele caprelor, picior de capră | Tânăr foarte gustos, poate fi confundat ușor cu necomesibilul Albatrellus cristatus.. |  |

#### GenulLactarius(lăptari, râșcovi)
| Aspect | Denumirea științifică                           | Denumirea populară                                | Observații                                                | Aspect | Denumirea științifică | Denumirea populară | Observații                                                 | Aspect | Denumirea științifică | Denumirea populară                | Observații                                                                           |  |
| ------ | ----------------------------------------------- | ------------------------------------------------- | --------------------------------------------------------- | ------ | --------------------- | ------------------ | ---------------------------------------------------------- | ------ | --------------------- | --------------------------------- | ------------------------------------------------------------------------------------ |  |
|        | Lactarius aurantiacus sin. Lactarius mitissimus | Caisa pădurii, burete gălbișor (bureți gălbișori) | Limitat comestibil, poate să devină amar.                 |        | Lactarius camphoratus | Lăptucă camforată  | Comestibil, ciupercä de condiment.                         |        | Lactarius deliciosus  | Râșcov de brad, Pita lui Dumnezeu | Comestibil ca toate speciile cu lapte portocaliu sau roșu. Foarte gustos.            |  |
|        | Lactarius deterrimus                            | Râșcov de molid                                   | Destul de gustos.                                         |        | Lactarius glyciosmus  | Necunoscută.       | Condiționat comestibil, miros de cocos, gust moderat iute. |        | Lactarius helvus      | Lăptar gri-roz                    | Comestibil uscat și pulverizat ca condiment, de altfel otrăvitor (gastrointestinal). |  |
|        | Lactarius lignyotus                             | Lăptucă neagră                                    | Gustos. Unul din puținii bureți comestibili cu lapte alb. |        | Lactarius porninsis   | Râșcov de zadă     | Limitat comestibil, uneori amar.                           |        | Lactarius quietus     | Lăptuca ploșnițelor               | Comestibil, dar de calitate inferioară.                                              |  |
|        | Lactarius salmonicolor                          | Lăptucă de brad, râșcov de brad argintiu          | Bine gustos.                                              |        | Lactarius sanguifluus | Râșcov sângerând   | Bine gustos.                                               |        | Lactarius subdulcis   | Buretele vacii                    | Comestibil.                                                                          |  |

#### GenulLactifluus(lăptari, râșcovi)
|  | Lactifluus piperatus sin. Lactarius piperatus | Lăptucă iute, iuțar | Comestibil, iute, ușor de confundat cu Lactarius vellereus. |  | Lactifluus volemus sin. Lactarius volemus | Lăptucă dulce | Unul din puținii bureți comestibili cu lapte alb dulceag și foarte gustos. |  |

#### GenulRussula(vinețele)
| Aspect | Denumirea științifică             | Denumirea populară                                                        | Observații     | Aspect | Denumirea științifică                   | Denumirea populară                        | Observații     | Aspect | Denumirea științifică                              | Denumirea populară                             | Observații                                                      |  |
| ------ | --------------------------------- | ------------------------------------------------------------------------- | -------------- | ------ | --------------------------------------- | ----------------------------------------- | -------------- | ------ | -------------------------------------------------- | ---------------------------------------------- | --------------------------------------------------------------- |  |
|        | Russula aeruginea                 | Vinețica porcului                                                         | Comestibil.    |        | Russula alutacea                        | Pâinișoară                                | Gustos.        |        | Russula atropurpurea                               | Oițe/oiță                                      | Comestibil.                                                     |  |
|        | Russula aurea sin. Russula aurata | Hulubiță                                                                  | Gustos.        |        | Russula claroflava sin. Russula flava   | Vinețica ciobanului                       | Gustos.        |        | Russula cyanoxantha sin. Agaricus cyanoxanthus     | Vinețica porumbeilor, Porumbel                 | Bine gustos.                                                    |  |
|        | Russula delica                    | Vinețică lăptoasă, crănțănei                                              | Gustos.        |        | Russula grisea sin. Russula palumbina   | Vinețică cenușie, burete de spin          | Bine gustos.   |        | Russula heterophylla                               | Vinețică unsuroasă                             | Foarte gustos. Poate fi confundat cu tânăra Amanita phalloides. |  |
|        | Russula integra                   | Pâinișoara cucului, azimioară, nitărci                                    | Bine gustos.   |        | Russula lilacea sin. Russula carnicolor | Vinețică purpurie                         | Comestibil.    |        | Russula mustelina                                  | Galbină                                        | Gustos.                                                         |  |
|        | Russula nauseosa                  | Vinețica țapului                                                          | Comestibil.    |        | Russula nigricans                       | Vinețică cănită, vinețică negricioasă     | Comestibil.    |        | Russula ochroleuca                                 | Oiță galbenă, vinețică galbenă, bureți galbeni | Destul de gustos.                                               |  |
|        | Russula olivacea                  | Alunică, hulubiță vânătă, hulubghea vânătă                                | Foarte gustos. |        | Russula risigallina sin. Russula lutea  | Vinețică ciobănească, vinețica ciobanului | Comestibil.    |        | Russula rosea sin. Russula lepida, Russula rosacea | Pâinișoara oilor                               | Comestibil.                                                     |  |
|        | Russula vesca                     | Holoptincă, bureți dobrești, bureți plăiești, pâinea pământului, vinețică | Bine gustos.   |        | Russula virescens                       | Oiță, vinețică pestriță, hubuliță verde   | Foarte gustos. |        | Russula xerampelina sin. Russula erythropus        | Scrumbia pădurii                               | Gustos.                                                         |  |

#### Alte specii din familiaRussulaceae
|  | Lentinellus cochleatus sin. Lentinus cochleatus | Urechiuși de lemn, nicoreață, nicorețe, nișcoreți | Comestibil. |  |

### OrdinulThelephorales
|  | Sarcodon imbricatus | Buretele uliului, porcan, ciupercă de pâine | Tânăr foarte gustos. |  |

### OrdinulTremellales
|  | Tremella mesenterica | Păpăradă, ciupercă tremurătoare | Comestibil. |  |

## Ciuperci ca produse alimentare
Ciupercile au o valoare nutritivă ridicată. Între altele conțin proteine vegetale, cele mai multe vitamine (vitamina A, B1-B9, B12, vitamina C, vitamina D, vitamina E, vitamina K), mineralele (calciu, fosfor, magneziu, sodiu, potasiu, seleniu, sulf), oligoelementele cupru, fier, fluor, iod, mangan, zinc precum și aminoacizii (ca de exemplu acid aspartic, acid glutamic, alanină, arginină, izoleucină, lizină. În același timp, ele conțin puține glucide și grăsimi și, prin urmare, sunt sărace în calorii.
Ciupercile pot fi conservate în diferite feluri. Cel mai bun mod este uscatul bureților. De abia atunci mulți dintre ei dezvoltă savoarea lor extraordinară precum aroma tipică. O excepție reprezintă Cantharellus cibarius care devine amărui și vâscos. Cu toții pot să fie și congelați sau prelucrați conservă. În ultimul caz sunt în majoritate foarte moi și puțin gustoși.

## Rezumat
În Europa sunt cunoscute mai mult de 6000 de soiuri de ciuperci basidiomicete din care peste 600 sunt sigur comestibile, iar aproximativ 200 sunt otrăvitoare și peste 800 necomestibile. Restul lor este de fapt bine descris, dar valoarea încă necunoscută.